# Somatolophia sinaloa
Somatolophia sinaloa là một loài bướm đêm trong họ Geometridae.